# Bautasten Strøby A
Bautasten Strøby A est le nom d'un petit menhir situé près de Aakirkeby, commune de l'île de Bornholm, au Danemark.

## Situation
Il se dresse au sud-ouest de la commune, entre les rues Limensgaden et Klintebovej, à proximité d'un autre menhir.

## Description
Le monolithe mesure 1,42 m de haut pour 0,80 m de large et 0,80 m d'épaisseur ; la surface supérieure est orientée vers le sud-ouest.